# إيريش إليسكاسيس
إيريش إليسكاسيس Erich Eliskases (ولد في 15 فبراير 1913 – ومات في 2 فبراير 1997) كان لاعب شطرنج نمساوي ثم أرجنتيني، حمل لقب أستاذ كبير.

## حياته
- ولد في إنسبروك في الإمبراطورية النمساوية المجرية، وتعلم الشطرنج في سن الثانية عشر.

## ألقاب
- منح لقب أستاذ دولي عام 1950، ولقب أستاذ كبير عام 1952.

## روابط خارجية
- إيريش إليسكاسيس على موقع مباريات الشطرنج (الإنجليزية)
- إيريش إليسكاسيس على موقع 365Chess.com (الإنجليزية)
- إيريش إليسكاسيس على موقع Chesstempo.com (الإنجليزية)
- إيريش إليسكاسيس سجل أولمبياد الشطرنج على موقع OlimpBase.org (الإنجليزية)